# NN Волопаса
NN Волопаса (лат. NN Boötis) — одиночная переменная звезда в созвездии Волопаса на расстоянии приблизительно 9667 световых лет (около 2964 парсеков) от Солнца. Видимая звёздная величина звезды — от +13,18m до +12,65m.

## Характеристики
NN Волопаса — жёлто-белая пульсирующая переменная звезда типа RR Лиры (RR(B)) спектрального класса F. Радиус — около 4,4 солнечных, светимость — около 57,59 солнечных. Эффективная температура — около 7577 K.